# 布蘭登·貝爾特
布蘭登·凱爾·貝爾特（英語：Brandon Kyle Belt，1988年4月20日—），為美國職棒大聯盟的一壘手，目前為自由球員，先前曾效力於巨人與藍鳥兩隊。他在2012年與2014年拿下世界大賽冠軍。貝爾特司職一壘，不過他在球隊有時會擔任外野手。

## 職業生涯

### 舊金山巨人
2011年
該年他受邀參加球隊春訓，並在春訓繳出2成82的打擊率。他也順利進入巨人隊的開季先發名單。他在初登板面對克萊頓·克蕭擊出大聯盟首安，4月1日面對查德·畢林斯利擊出大聯盟首轟。4月20日，他被下放至3A，由科迪·羅斯取代他的位置。5月26日，因為巴斯特·波西和Darren Ford受傷，貝爾特再度回到大聯盟。6月4日，他在一次的觸身球後被檢測出疲勞性骨折，因此進入傷兵名單。7月7日，貝爾特離開傷兵名單回到3A打球。
7月19日，因為球隊一壘手Aubrey Huff表現不佳，貝爾特重返大聯盟。他在回到大聯盟的首場比賽就擊出超前全壘打。8月14日，貝爾特達成生涯首度單場雙響砲。
2012年
該年貝爾特與Aubrey Huff和Brett Pill競爭先發一壘手的位置，最後因為Huff受傷加上Pill打不出成績，因此貝爾特成為了巨人頭號一壘手。而他從7月底到球季結束的打擊率高達3成24，表現相當出色。
2012年國家聯盟冠軍賽，貝爾特的打擊率為3成04，最後巨人4勝3敗擊敗紅雀晉級世界大賽。最後巨人隊在世界大賽以4比0橫掃老虎隊，貝爾特拿下生涯首座冠軍。
2013年
該年可以說是貝爾特的生涯年，打擊率2成89，17轟67分打點。8月5日至11日，貝爾特還獲得國聯單週最佳球員的獎項。
2014年
2月1日，為了避免薪資仲裁，貝爾特與巨人隊簽下1年290萬美元的合約。5月9日，他因為觸身球造成拇指骨頭斷裂而進入傷兵名單。7月4日至21日，他只短暫回歸球場就在一次打擊練習中造成腦震盪。8月15日，貝爾特的腦震盪尚未完全恢復，這一年也讓他多次來回進出傷兵名單。而他最後還是有在季後賽亮相。
該年的季後賽，貝爾特的打擊率為2成95，8分打點。2014年國家聯盟分區賽的第二場，國民與巨人鏖戰18局，最後貝爾特擊出超前分全壘打才結束這場大戰。最後巨人隊在世界大賽4勝3敗擊敗皇家，貝爾特拿下生涯第二冠。他與隊友Hunter Pence在世界大賽每一場比賽都有擊出安打，這也是大聯盟史上頭一遭。
2015年
2月3日，為了避免薪資仲裁，貝爾特再與巨人簽下1年360萬美元的合約。5月17日，他在面對紅人隊的三連戰都各擊出三支安打，而且每場比賽都開轟。而這三支全壘打正好也是他該季的前三轟。
該年他的打擊率為2成80，18轟68分打點。
2016年
2月10日，為了避免薪資仲裁，貝爾特與巨人簽下1年620萬美元的合約。4月9日，他與球隊簽下5年7280萬美元的延長合約。該年他在明星賽最終決選名單中被選中，入選個人生涯首次明星賽。
該年他選到104次保送是全隊最高，82分打點也是生涯新高。他也是巨人隊繼2007年的貝瑞·邦茲後，第一位單季獲得至少100次保送的球員。
2017年
8月4日，貝爾特因為腦震盪造成球季提前結束。該年他擊出18轟追平生涯最佳。
2018年
4月22日，貝爾特與天使投手Jaime Barria創下了單一打席最多投球數的紀錄。當時貝爾特與投手纏鬥了21球，有16球擊成界外球。而這個打席延續了12分45秒，最後貝爾特擊出飛球被接殺。5月21日，他獲選為國聯單週最佳球員。6月2日，貝爾特動了闌尾切除術。總計他該年的打擊率為2成53。
2019年
該年他的打擊率下滑至2成34，他的滾地球比是國聯最低，僅28.3%。
2021年
紐約郵報棒球作家Joel Sherman在推特上的報導，貝爾特在稍早正式接受了巨人隊所提出的合格報價，將以這紙1,840萬美元的一年約續留灣區。

## 個人生活
貝爾特於2010年結婚，並且育有二子。

## 外部連結
- 球員資訊和成績在MLB ，ESPN ，Retrosheet ，Baseball Reference ，Baseball Reference (Minors) ，Fangraphs ，The Baseball Cube （英文）